# Francisco Ibáñez

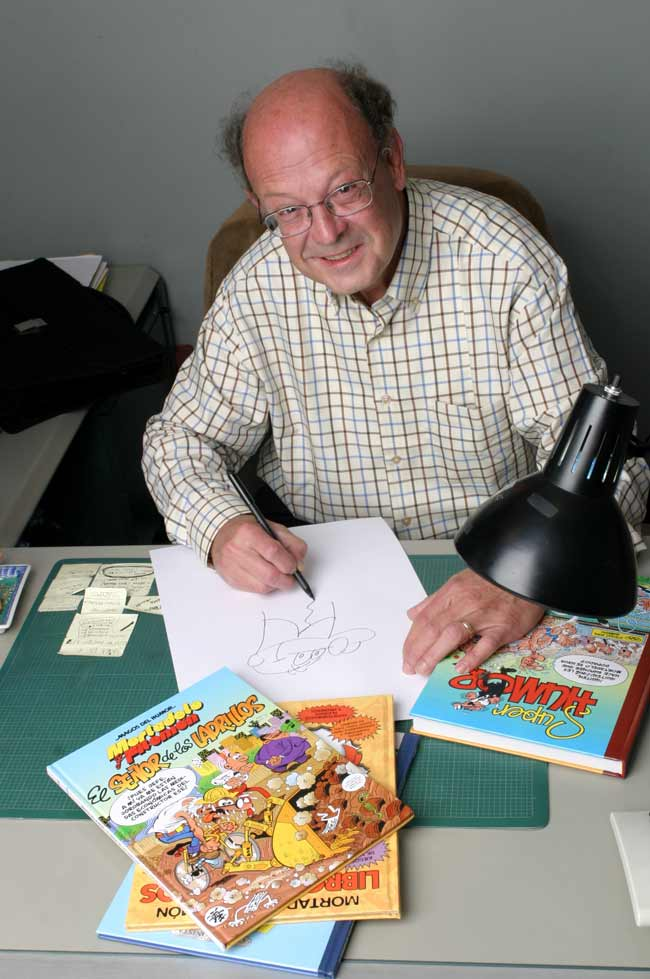
Francisco Ibáñez (2006)

Francisco Ibáñez Talavera (* 15. März 1936 in Barcelona; † 15. Juli 2023 ebenda) war ein spanischer Comic-Zeichner. Clever & Smart und Tom Tiger & Co waren seine bekanntesten Werke.

## Leben
Als Ibáñez elf Jahre alt war, wurde im Oktober 1947 seine erste Zeichnung in der Zeitschrift Chicos veröffentlicht. Im Alter von 16 Jahren begann er mit dem Zeichnen von Cartoons. Neben seinem Studium der Fächer Rechnungswesen, Bankwesen und Handelswissenschaften begann Ibáñez zeitgleich 1950, bei der Banco Español de Crédito als Page zu arbeiten.
Die erste Veröffentlichung in der Tageszeitung La Risa erfolgte 1954. Ab 1957 begann er mit der Serie Mortadelo y Filemón (deutsch Clever & Smart). Seine Comics werden in über 30 Ländern herausgegeben. Ebenfalls 1957 entschied er, sich ganz den Comics zu widmen, verließ die Bank und ging zum Bruguera-Verlag, wo er zu einem der Schlüsselautoren wurde. 1958 erschien die erste Ausgabe von Mortadelo y Filemón in der Zeitschrift Pulgarcito. Von da an und während der 1960er Jahre kreierte Ibáñez einige seiner erfolgreichsten Figuren für verschiedene Publikationen des Verlags: La familia Trapisonda (Pulgarcito nº 1418, 7. Juli 1958), 13, Rue del Percebe (Tío Vivo, 1961), El botones Sacarino (El DDT, 1963), Rompetechos (Tío Vivo, 1964) und Pepe Gotera y Otilio (Tío Vivo, 1966).
Im Jahr 1985 verließ Ibáñez den Verlag Bruguera und begann, für Grijalbo zu arbeiten. Bruguera hatte sich die Rechte an seinen Figuren gesichert, also musste Ibáñez neue Gestalten für die Zeitschrift Guai! erfinden: So entstanden Chicha, Tato y Clodoveo, de profesión sin empleo und viel später 7, Rebolling Street. 1988 wechselte er zu Ediciones B, dem Verlag, der die Urheberrechte von Bruguera übernommen hatte, und vollendete von da an jährlich sechs neue Alben von Mortadelo y Filemón, in die reichlich zeitbezogene Elemente und Modeerscheinungen einflossen.

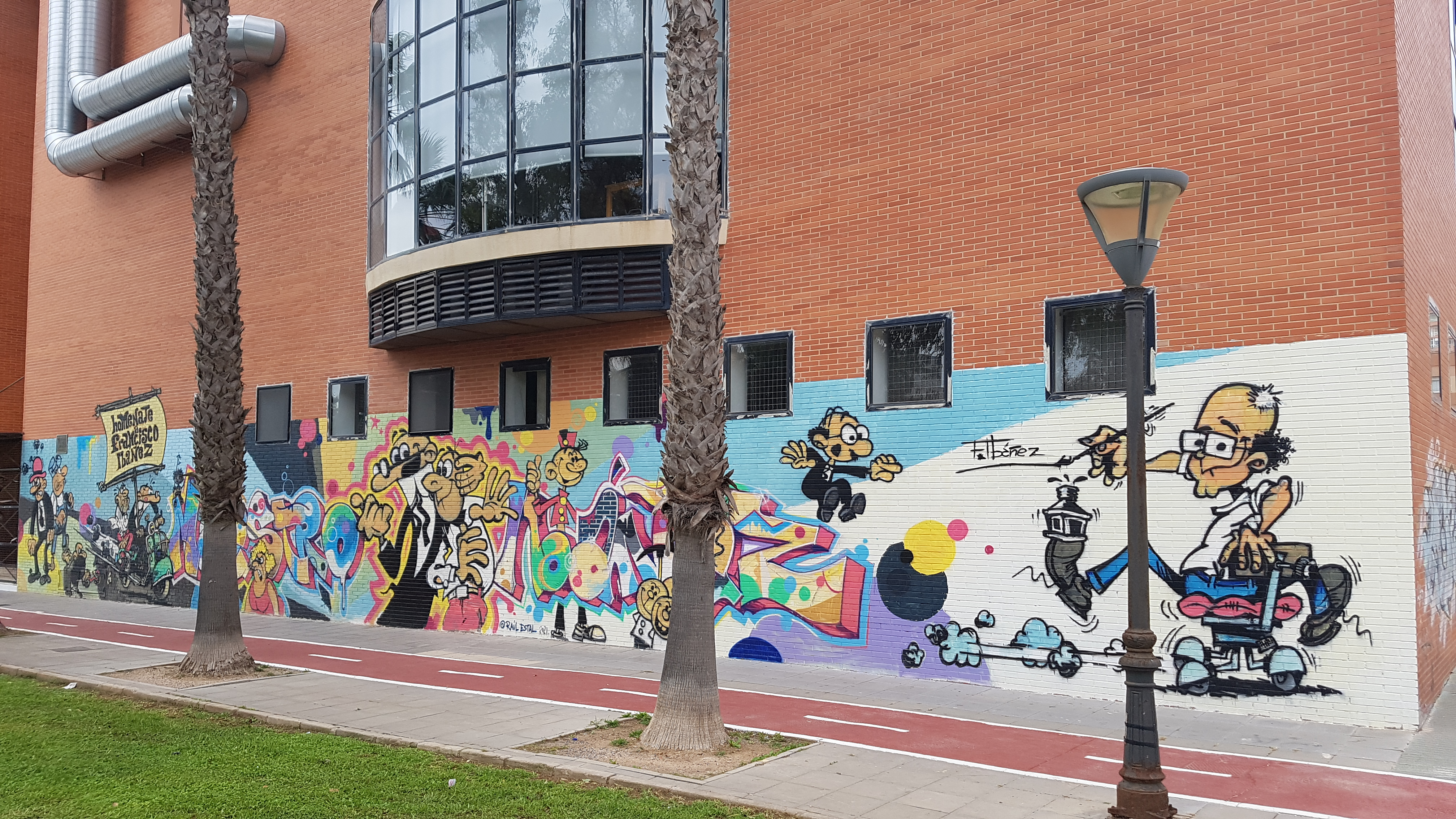
Wandbild aus dem Jahr 2021 mit den Figuren von Ibáñez in Cartagena

1994 erhielt Ibáñez den Gran Premio del Salón Internacional del Cómic de Barcelona für sein Gesamtwerk und wurde 2002 mit der Medalla de Oro al mérito en las Bellas Artes ausgezeichnet. 2016 gab es anlässlich seines 80. Geburtstages eine Ausstellung während des Salón Internacional del Cómic de Barcelona.
Francisco Ibáñez starb im Juli 2023 in Barcelona im Alter von 87 Jahren.

## Werke
In Kurzgeschichten oder eigenen Alben erschienen:
- Mortadelo y Filemón, agencia de información, Spanien 1958 (Clever & Smart – in geheimer Mission)
- La familia Trapisonda, un grupito que es la monda, Spanien 1958
- 13, Rue del Percebe, Spanien 1961 (Ausgeflippt – Fischstraße 13 – irre Typen, heiße Sprüche)
- Godofredo y Pascualino viven del deporte fino, Spanien 1961
- Ande, ríase usted con el arca de Noé, Spanien 1961
- El botones Sacarino, Spanien 1963 (Tom Tiger + Co – Aus dem Alltag einer Großstadt-Zeitung)
- Rompetechos, Spanien 1964 (u. a. „Ossi Blindgang“, „Herr Blindhuhn“ oder „Norbert, die Nervensäge“)
- Don pedrito que está como nunca, Spanien 1965
- El doctor esparadrapo y su ayudante gazapo, Spanien 1965
- Pepe Gotera y Otilio, Spanien 1966 („Mein Gott, Walter!“)
- Doña Pura y Doña Pera vecinas de la escalera, Spanien 1966
- Tete Cohete, Spanien 1981 („Rudi Rakete“)
- Chicha, Tato y Clodoveo, de profesión sin empleo, Spanien 1985 („Die Trixer“)
- 7, Rebolling Street, Spanien 1987 („Kaputt A.G.“)

In diversen seiner Comics traten Figuren aus anderen seiner Werke als „Gaststars“ auf, ebenso wie der Zeichner selbst.